# Jaunsvirlauka
Jaunsvirlauka è un centro abitato della Parrocchia di Jaunsvirlauka nella municipalità di Jelgava.

## Amministrazione

### Gemellaggi
- Cleto